# Aspergillus helicothrix
Aspergillus helicothrix är en svampart som beskrevs av Al-Musallam 1980. Aspergillus helicothrix ingår i släktet Aspergillus och familjen Trichocomaceae.   Inga underarter finns listade i Catalogue of Life.